# Hochschule für Musik und Tanz Keulen
De Hochschule für Musik und Tanz in Keulen (voormalig kort: Rheinische Musikhochschule) is met ruim 1500 studenten het grootste conservatorium van Europa. De opleiding is verdeeld over de steden Keulen met vier afdelingen, Aken en Wuppertal met elk twee afdelingen.

## Geschiedenis
In 1850 werd de hogeschool als Conservatorium der Musik in Coeln gesticht. In 1925 werd zij - na Berlijn en Leipzig - erkend als Staatshogeschool voor Muziek. In 1972 vond er een fusie plaats met de voormalig zelfstandige conservatoria in Aken en Wuppertal tot de Staatshogeschool voor Muziek Rheinland, of kortweg Rheinische Musikhochschule. In 1987 werd de naam veranderd in Hochschule für Musik.

## Keulen

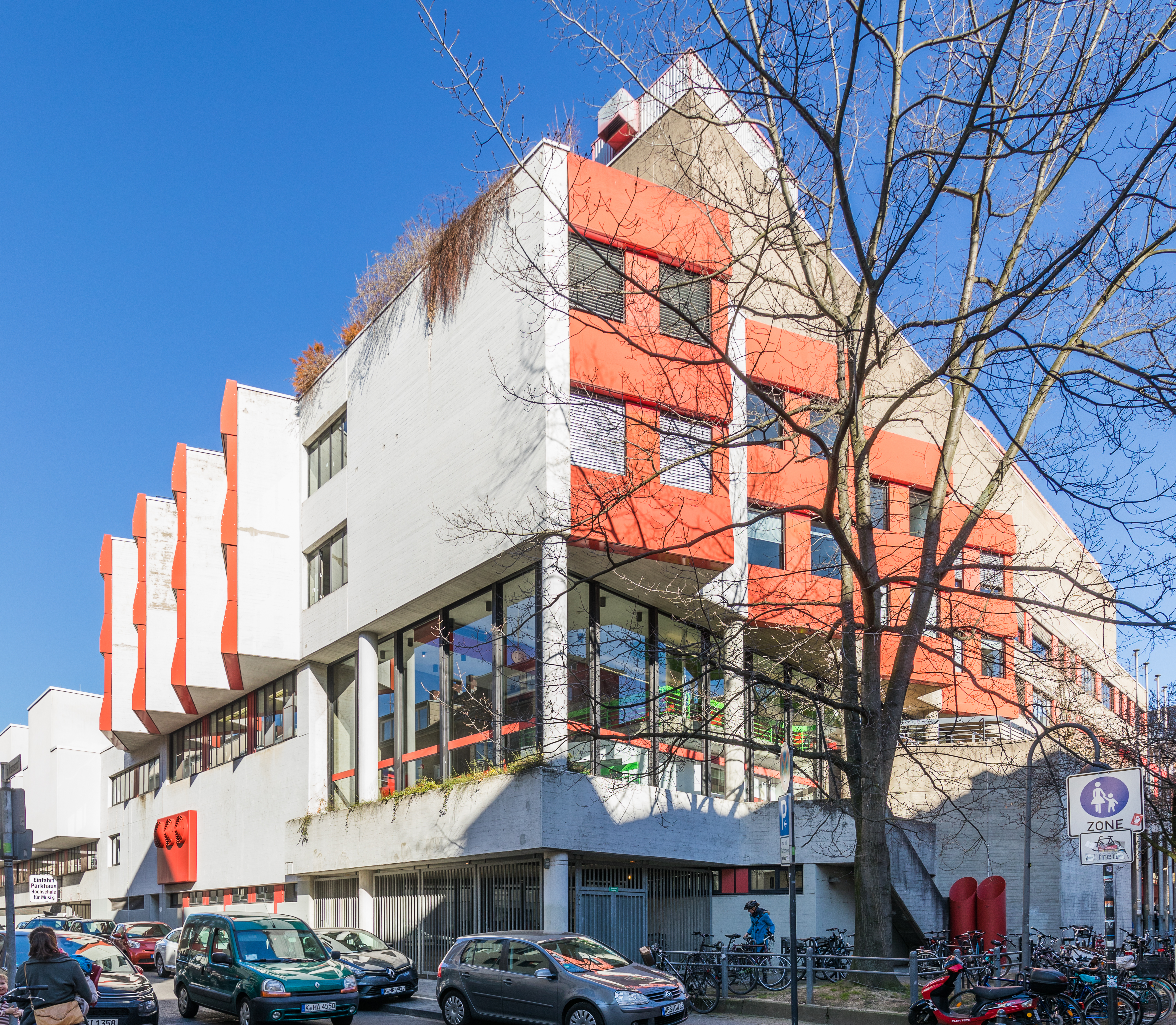
Het gebouw in Keulen, Unter Krahmenbäumen 87

In Keulen studeert 2/3 van het totale aantal studenten. Er zijn negen afstudeerrichtingen:
- Muziektheater
- Muziekpedagogiek
- Jazz / Popmuziek / Wereldmuziek
- Oude- en nieuwe klassieke muziek
- Protestantse en Rooms-Katholieke kerkmuziek, met een accent op de artistieke orgelopleiding
- Internationaal kunst-management
- Bevordering van getalenteerde studenten, onder andere met de stichting van Pre-College Cologne
- Op de praktijk georiënteerde muzikale bevordering (algemene muziekopleiding, elementaire muziekpedagogiek)
- Professionele dans (klassieke dans, moderne dans en hedendaagse dans)

in de vakken: 

- Instrumentale opleiding
- (Solo-)Zang
- dirigeren
- compositie
- Jazz, populaire muziek
- Dans
- Kerkmuziek
- Muziekleraar

Door opbouw- en vervolgstudies, bijvoorbeeld kamermuziek, liedbegeleiding of danspedagogiek, zijn er verdere kwalificaties verkrijgbaar die tot de studie tot concertexamen en promotie leiden. Iedere studerende heeft de mogelijkheid, afhankelijk van zijn talent, boven de basisstudies een kans op persoonlijke bevordering te benutten, waarbij de uitzichten en het perspectief van het specifieke beroep gerespecteerd werden. De rector is Josef Protschka.

## Aken

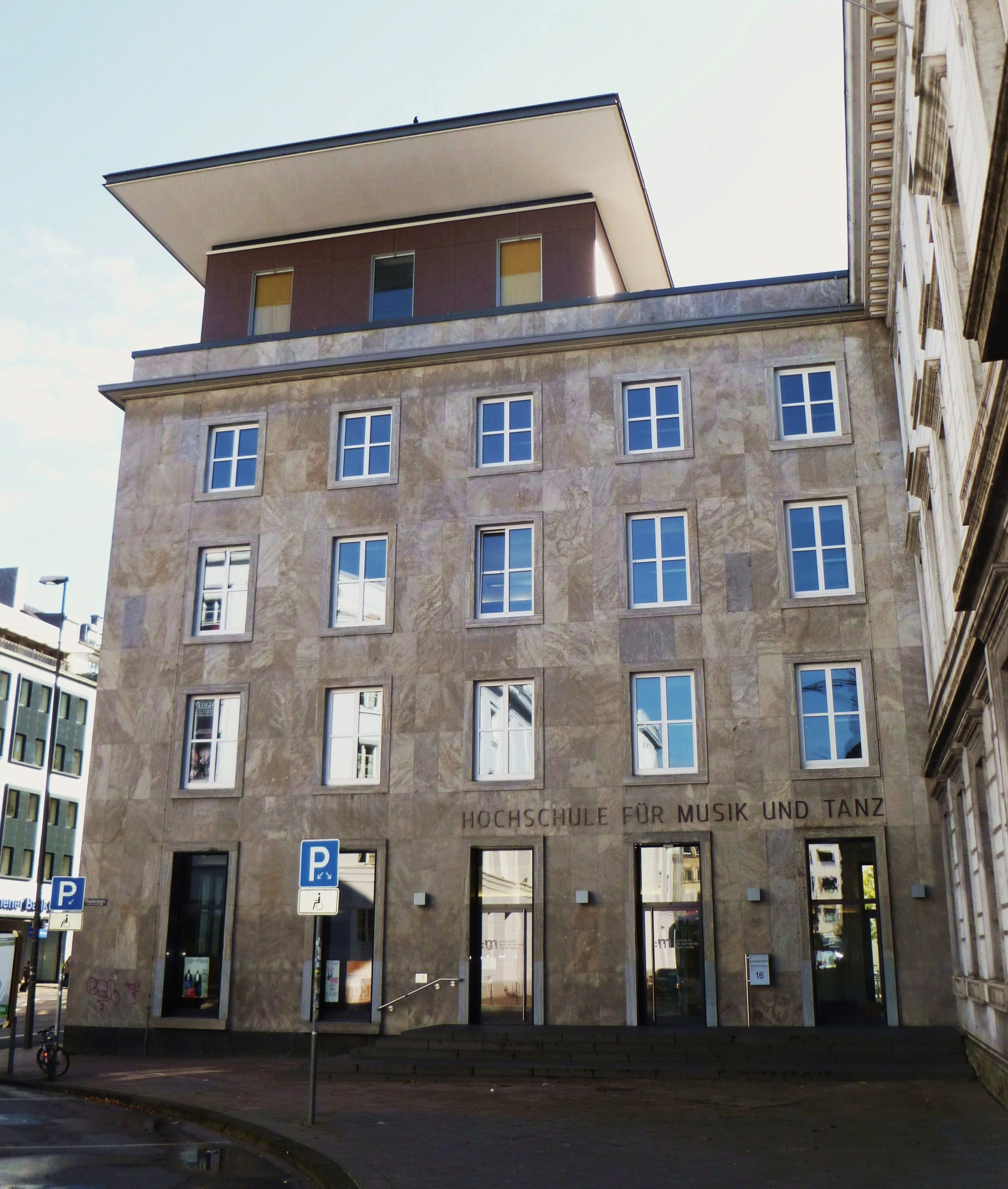
Het gebouw in Aken, Theaterstraat

In het jaar 782 haalde de Karel de Grote de Engelse monnik Alcuin (735-804) uit York naar Aken, om de eerste zangschool te stichten, die in ongebroken traditie tot heden bestaat. In Aken studeren rond 220 studenten. De decaan is Herbert Görtz.

## Wuppertal

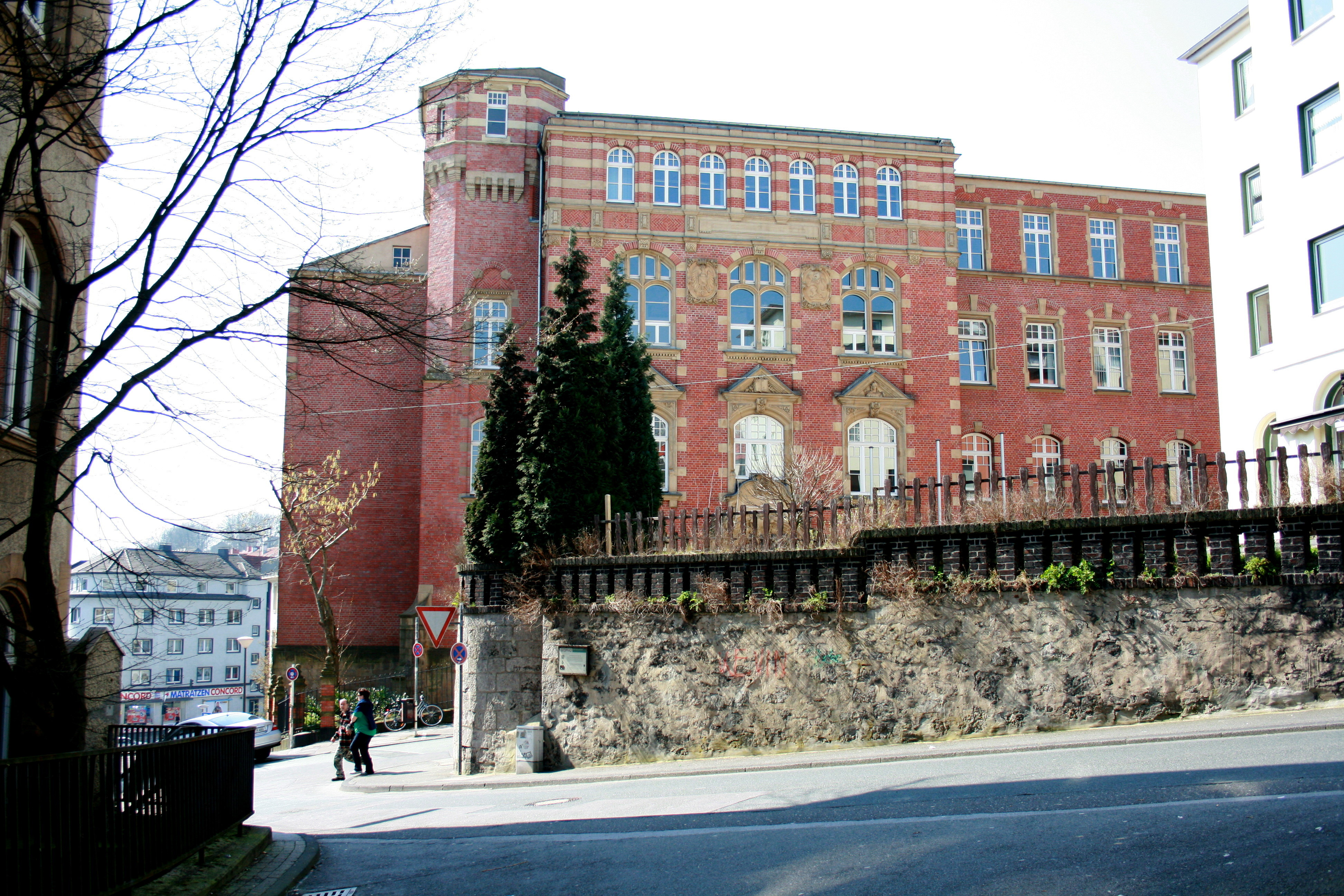
Het gebouw in Wuppertal-Barmen, am Sedansberg

Op 1 december 1945 werd het Kreiskonservatorium für Musik in de stad Haan met 23 studenten gesticht. Het was een inrichting van het district Landkreis Düsseldorf-Mettmann. In 1948 ontstond daaruit het Bergische Landeskonservatorium en het werd nu een instituut van de steden Wuppertal, Remscheid en Solingen. In 1972 was de fusie met Keulen, Aken en Düsseldorf tot de Staatliche Hochschule für Musik Rheinland, die later werd veranderd Hochschule für Musik Köln. In Wuppertal studeren rond 230 studenten. In Wuppertal is de enige leerstoel voor mandoline. De dekaan is Prof. Dieter Kreidler.

## (Tegenwoordige) Docenten
(Onvoltooide lijst)
- Pierre-Laurent Aimard
- Alban-Berg-Quartett
- Roberto Aussel
- Michael Beil
- Zakhar Bron
- Marcus Creed
- Oliver Drechsel
- Pavel Gililov
- Michael Hampe
- Frans Helmerson
- Michael Heupel
- York Höller
- Margareta Hürholz
- Hans Ulrich Humpert
- Friedemann Immer
- Friedrich Jaecker
- Konrad Junghänel
- Claus Kanngießer
- Gotthard Kladetzky
- Maria Kliegel
- Georg Klütsch
- Heinz Martin Lonquich
- Michael Luig
- Richard Mailänder
- Ralph Manno
- Mihaela Martin
- Horst Meinardus
- Eberhard Metternich
- Edda Moser
- Peter Neumann
- Igor Ozim
- Josef Protschka
- Joachim Ullrich
- Helmut Weinrebe
- Robert Winn
- Paul van Zelm
- Prof. Michael Niesemann

## Voormalige docenten (selectie)
- András Adorján
- Harald Banter
- Jürg Baur
- Erling Blöndal Bengtsson
- Walter Braunfels
- Clemens Ganz
- Saschko Gavriloff
- Klaus Germann
- Vinko Globokar
- Hans Werner Henze
- Günther Höller
- Johannes Hömberg
- Philipp Jarnach
- Mauricio Kagel
- Karl Kaufhold
- Alfons Kontarsky
- Aloys Kontarsky
- Rainer Linke
- Josef Metternich
- Franz Müller-Heuser
- Siegfried Palm
- Karl Hermann Pillney
- Max Rostal
- Heinrich Schiff
- Hermann Schroeder
- Karlheinz Stockhausen
- Jiggs Whigham
- Bernd Alois Zimmermann

## Voormalige studenten (selectie)
- Jürg Baur
- Heribert Beissel
- Dorothea Chryst
- Michael Denhoff
- Juan Carlos Echeverry
- Oliver Drechsel
- Reinhard Goebel
- Bernhard Haas
- Anja Harteros
- Friedrich Höricke
- Johannes Kalitzke
- Thomas Lehn
- Karlrobert Kreiten
- Hellen Kwon
- Mesias Maiguashca
- Harald Muenz
- Steffen Schleiermacher
- Luc Scholtes
- Juan María Solare
- Carlos Surinach
- Friedrich Szepansky
- Eberhard Werdin
- Bernd Alois Zimmermann
- Jochen Schröder